# Bougie
Pour les articles homonymes, voir Bougie (homonymie).

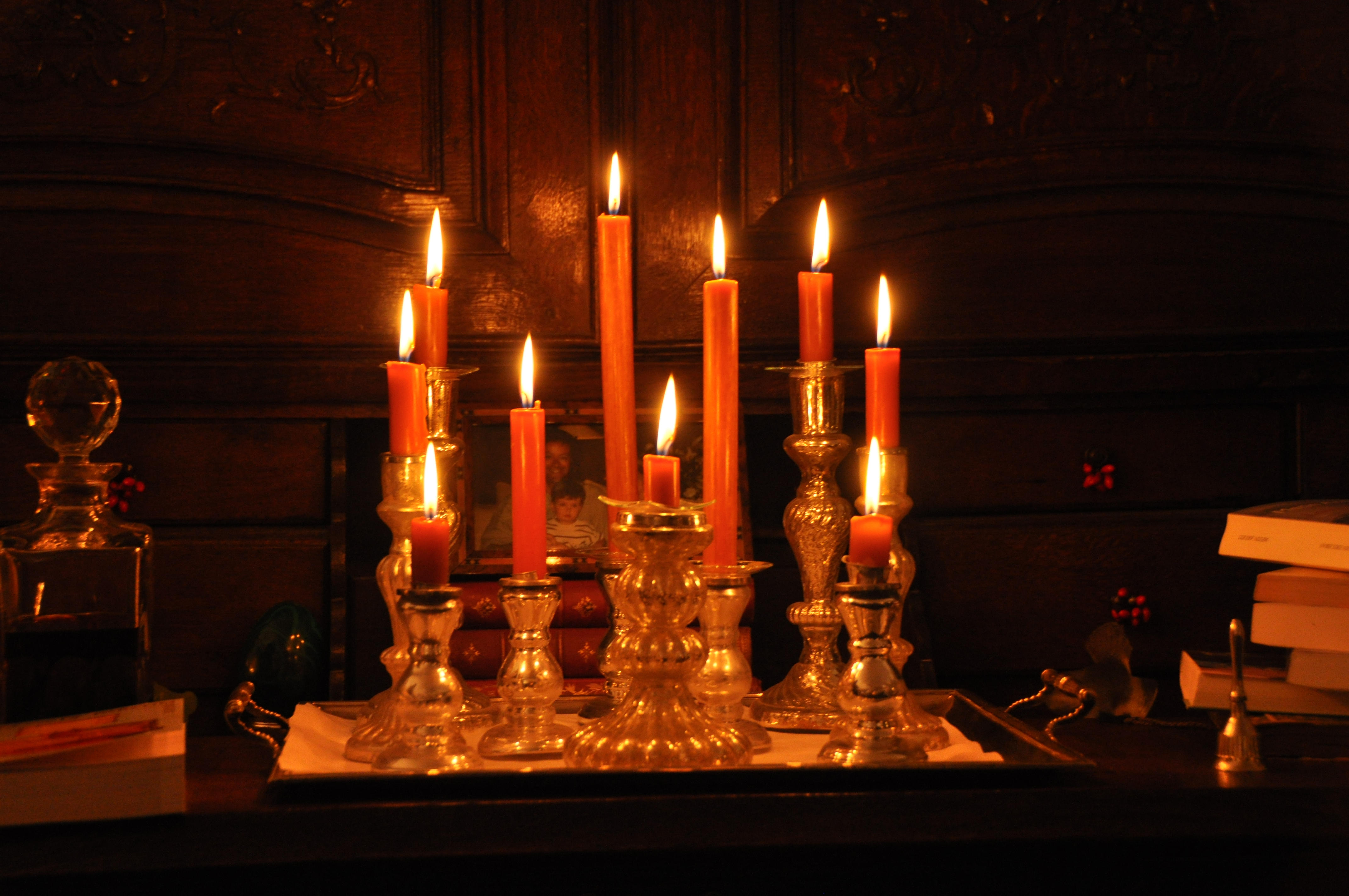
Bougies sur chandeliers.

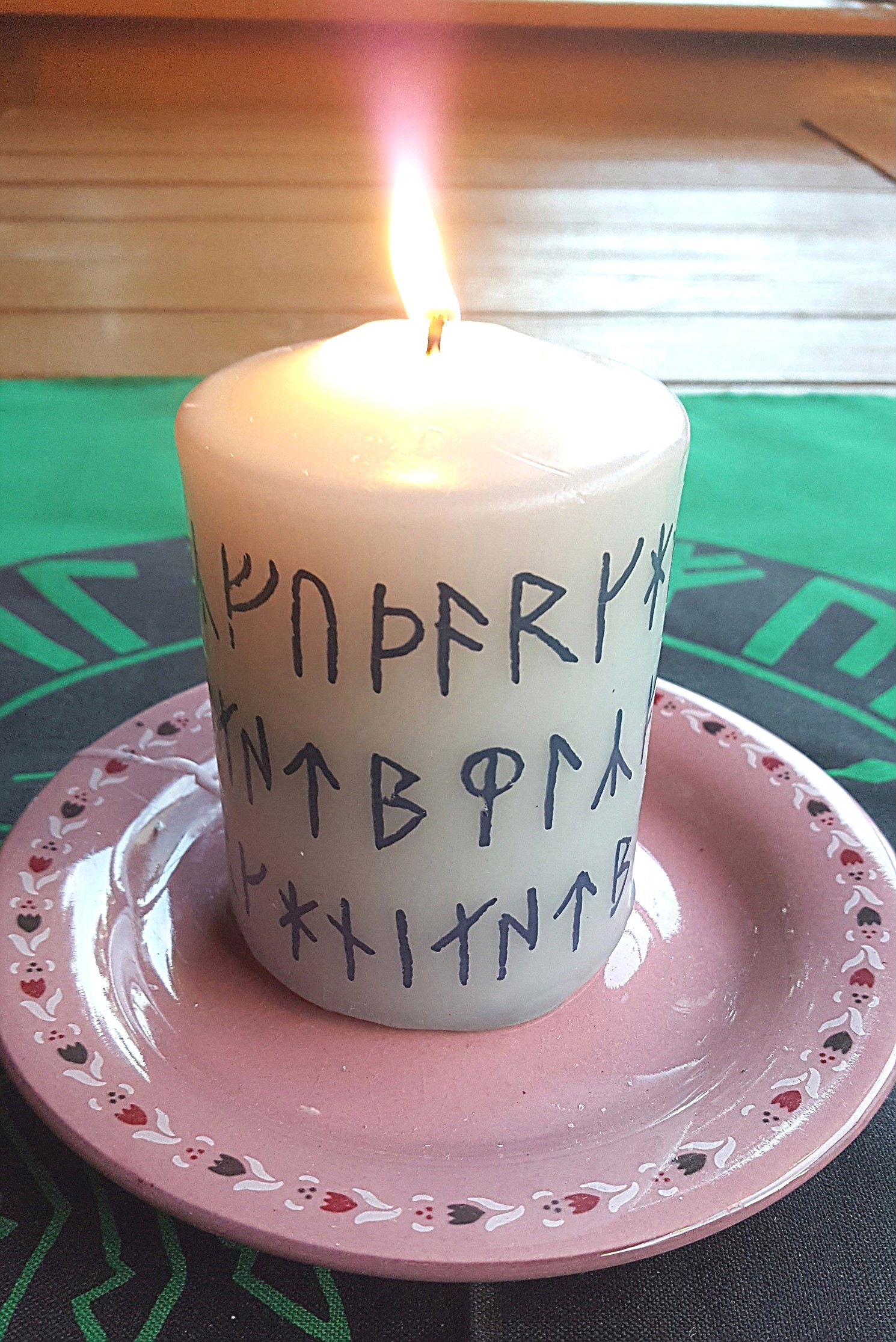
Bougie avec des runes

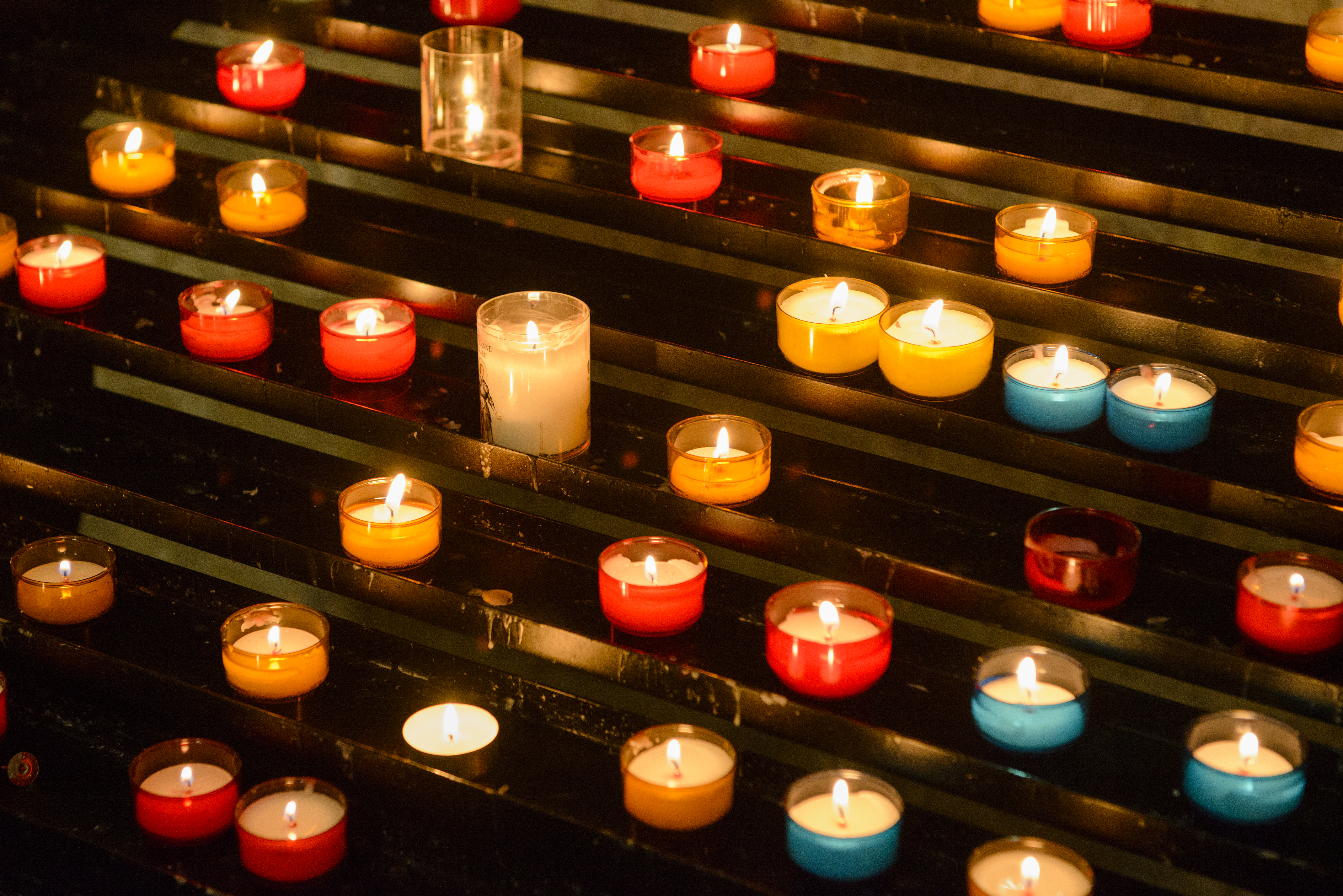
Bougies à l’église - France

La bougie est un objet servant en général à éclairer, composé d'une cire de corps gras (cire d'abeille, paraffine solide, un sous-produit résidu de la distillation du pétrole et/ou stéarine, extrait de graisse animale et végétale) et d'une mèche enflammée.
On a aussi utilisé des bougies dans les horloges à feu et dans certains chauffe-plats.

## Histoire

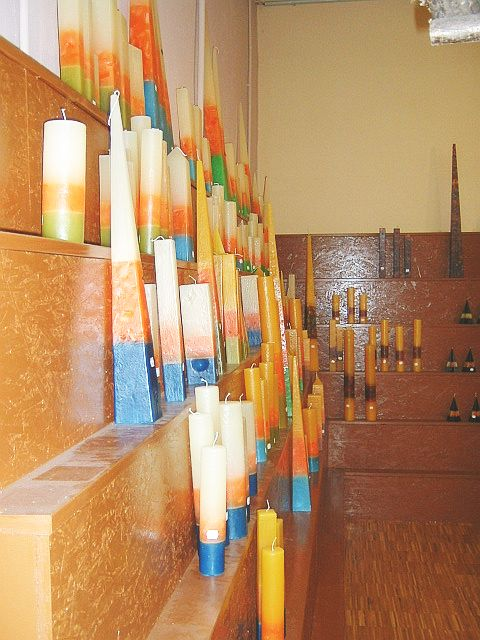
Bougies faites à la main

## Origines
Durant des siècles, le jonc a été utilisé pour faire des chandelles. Fendu avec précaution pour ne pas en abimer la moelle, il était trempé dans de la graisse végétale ou animale qu'on laissait ensuite durcir. On le faisait brûler dans des brûle-joncs. En Occident, à partir du Moyen Âge la chandelle rivalise avec la lampe à huile. Cette dernière a l'inconvénient de réclamer une attention récurrente : il faut la remplir régulièrement, couper et remonter la mèche qui charbonne, nettoyer l'huile qui coule. La chandelle, seulement constituée d'une mèche entourée de suif de bœuf ou de mouton, est plus pratique sans être excessivement chère (mais elle est taxée et l'huile reste plus économique). Moins de liquide qui se renverse, de flamme à ajuster, de réservoir à remplir. Mais le suif coule et blesse les doigts, la flamme demeure jaune et fumeuse, et il faut toujours entretenir la mèche qui charbonne.

### Apparition de la bougie
Le mot « bougie » est attesté dans la langue française au XIVe siècle dans le traité de morale et d'économie domestique Le ménagier de Paris de 1393 : « Deux livres bougie grosse et menue trois sols quatre deniers la livre ». Le grammairien Gilles Ménage (1613-1692), suppose que le mot français bougie proviendrait de la ville de Bougie (en arabe, Bugaya, aujourd'hui Béjaïa) : « Peut-être de Bugie, ville d'Afrique. Les marchandises prennent souvent le nom du lieu d'où elles viennent. Or il est constant que nos marchands nous apportent souvent de la cire et des bougies d'Afrique. ».
Les archives montrent en effet qu'au XIIe siècle Bougie exportait essentiellement de la cire. Au XVe siècle, le quintal de cire de Bougie était vendu plus cher que celui de cuir.
Au XVIIe siècle, Jean-Baptiste Gramaye décrit le commerce de cuir et de cire qui transite par le port de Bougie.
L'étymologie du mot bougie  provenant de Bougie, ville de l'Algérie où l'on fabriquait cette sorte de chandelle, est ensuite communément reprise dans les dictionnaires.
Le Littré différencie la chandelle de cire et la bougie : « La chandelle de cire est la bougie de cire, et la bougie le rat de cave. Le rat de cave, ou pain de bougie, est une bougie mince et flexible pliée en rond qu'on porte dans sa poche pour s'éclairer dans une cave. ».
Au XVIIe siècle, dans Le Théâtre d'agriculture et mesnage des champs, Olivier de Serres distinguait en effet les chandelles de cire que l'on se fabrique, mais « non pour l'ordinaire de notre ménager », et les bougies utilitaires en cire.
La cire provenant de l'élevage de ses propres abeilles est essentiellement vendue aux nobles. La maîtresse de maison en garde une partie pour se confectionner des chandelles de cire, parfois en couleurs entremêlées, destinées à des usages particuliers comme l'éclairage pendant la lecture de livres, la réception d'amis, les banquets... Le reste de la cire est façonné en bougies pour un usage ordinaire.
Les bougies, naturellement de couleur jaunâtre, peuvent aussi être blanches si la cire qui les constitue a été blanchie par une exposition au soleil de plusieurs jours, voire plusieurs semaines. Les bougies blanches ont un coût encore plus élevé que celui des jaunes, et sont presque exclusivement utilisées dans les palais royaux. Le mot « chandelle » est réservé aux instruments faits de suif.
Dès le XIVe siècle en France, il existait une corporation des chandeliers-ciriers-huiliers rangée sous la bannière de saint Nicolas. Les principales opérations du métier consistaient à clarifier le suif et la cire, à couper et à ajuster les mèches de deux fils de coton et d'un fil de chanvre, à les attacher par rangées à une baguette, à les plonger et à les replonger dans le vase qui contient le suif ou la cire en fusion, jusqu'à ce qu'elles aient acquis la grosseur et le poids voulus. Cette corporation était très réglementée pour éviter les falsifications : il était notamment interdit de mêler la vieille cire avec la nouvelle, le suif de mouton avec le suif de bovin, et d'utiliser plus d'étoupe que de coton pour les mèches.
La noblesse  s'éclairaient avec des cierges en cire d'abeille (que l'on trouvait aussi dans les églises). La noblesse et les bourgeois disposaient également de « veilleuses » (ou « bougies de nuit », souvent dites « mortiers ») que l'on plaçait dans un petit vase de cuivre, dans un fond d'eau. Le cierge de cire d'abeille conserve les avantages de la chandelle et en élimine les défauts, mais ces cierges, alors fabriqués par un maitre-cirier étaient des produits de luxe (selon Julien Arbois, dans son livre "Petite histoire des Métiers d'Autrefois"), « le prix d'une bougie sous le règne de louis XIV équivaut au salaire journalier d'un ouvrier spécialisé » (soit environ 2,5 Livres). Les gens du peuple devaient se contenter de chandelles de suies qui enfumaient les pièces, noircissaient les murs et plafonds et probablement nuisaient à la santé de leurs utilisateurs.
Au théâtre, les "moucheurs de bougies" étaient payés pour rapidement grimper sous les lustres et retirer les mèches carbonisées des lustres entre deux actes, se déplaçant toujours avec un seau d'eau, au cas où des toiles de décor s'enflammeraient accidentellement.
La bougie industrielle telle que développée au milieu du XIXe siècle se distingue de la chandelle par sa matière première, et par l'utilisation de mèches de coton tressé. Le tressage permet à la mèche de se courber et de se consumer : inutile alors de la moucher. Avec les cires artificielles, la chandelle fumante de suif disparaît.

### Bougie stéarique
En 1783, le chimiste suédois Carl Scheele (1742-1786) avait, dans le cadre de ses recherches sur le savon, fait bouillir de l'huile d'olive avec de l'oxyde de plomb  et obtenu une substance au goût sucré qu'il avait appelée Ölsüss et que l'on connaît maintenant sous le nom de glycérine. En 1823, le chimiste français Michel-Eugène Chevreul (1786-1889), poussé par cette découverte, découvrit que ce ne sont pas les corps gras qui se combinent avec l'alcali pour former le savon, mais qu'ils sont d'abord décomposés en acides gras et en glycérine (ou glycérol). Chevreul est ainsi à l'origine de la théorie de la saponification. Ses études chimiques le conduisent à inventer la bougie stéarique (à base d'un acide gras particulier : l'acide stéarique) — notre bougie actuelle — qui remplace définitivement en 1825 la chandelle de suif.
Ces deux éléments sont à la base d'une industrialisation massive de la bougie et du savon. Désormais, savonniers et ciriers appartiennent à la même corporation, dont Nantes devient la capitale. Aujourd'hui encore, 80 % de la production française de bougies provient de la région nantaise.
L'apparition de la paraffine pétrochimique et de la stéarine (extrait de graisse animale et végétale) permet désormais la production de bougies de meilleure qualité.

## Fonctionnement
Le principe du fonctionnement de la bougie repose sur un phénomène d'auto-alimentation.
Une bougie est constituée d'un bloc de stéarine enrobé de paraffine, dont le centre est traversé par une mèche en fil de coton tressé imbibée d'acide borique.
Lorsque l'on allume la bougie, l'air surchauffé fait fondre la stéarine à proximité. La stéarine fondue monte le long de la mèche par capillarité ; elle se vaporise et se décompose en un gaz combustible au contact de la flamme. Ce gaz combustible, en s'oxydant rapidement dans l'air, entretient la flamme qui fait fondre la stéarine et la paraffine, ce qui permet au processus de continuer.
La paraffine, moins fusible que la stéarine, fond plus lentement, permettant la formation d'une coupelle au centre de laquelle se trouve la mèche. Ainsi, la bougie « coule » moins que les chandelles ou les cierges, ce qui accroît la durée d'utilisation pour une même quantité de matière. Certains fabricants ménagent des cheminées dans le bloc de stéarine sur toute la longueur de la bougie : une partie de la stéarine fondue coule vers l'intérieur, augmentant encore la durée d'utilisation.

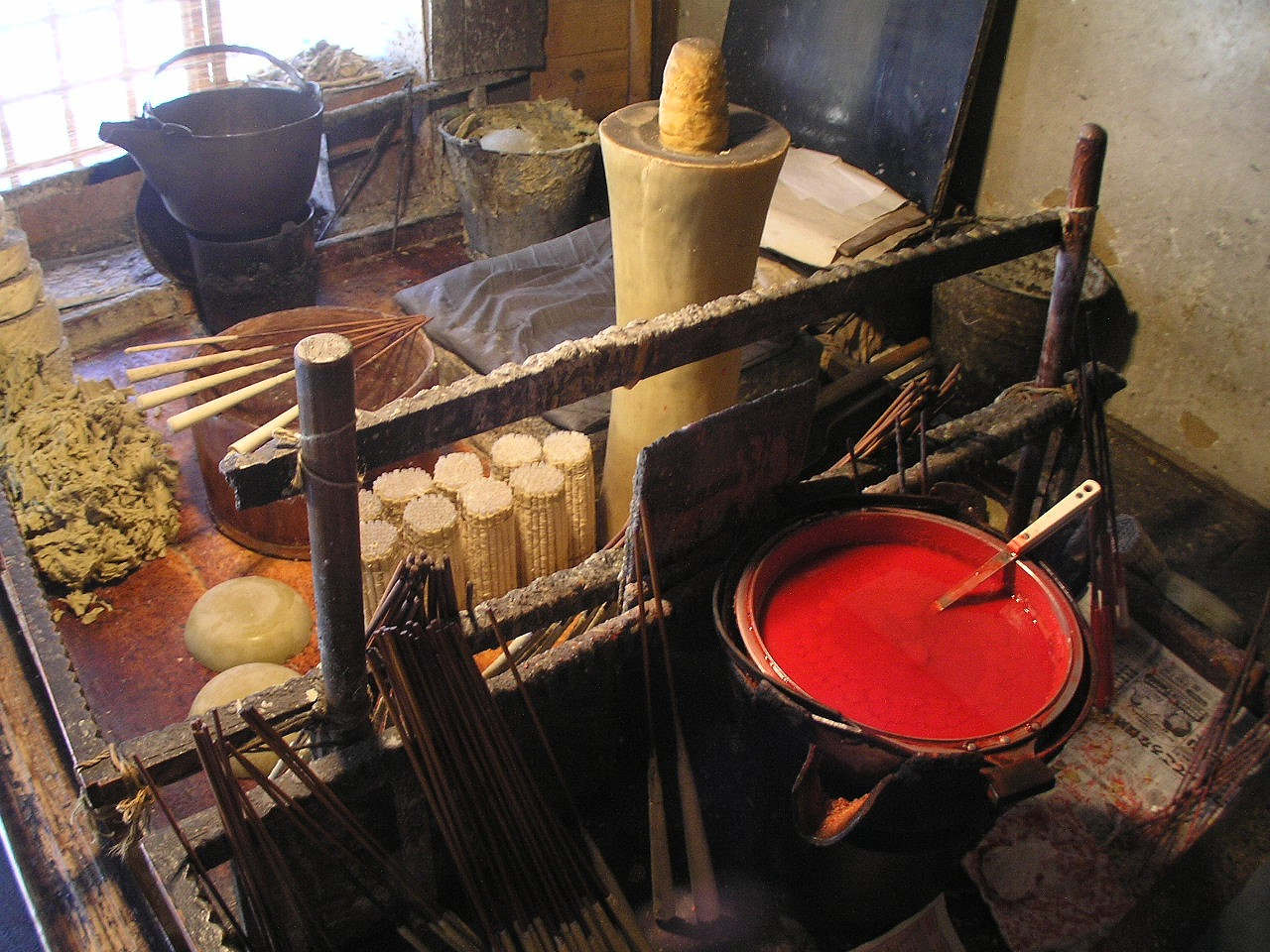
Atelier de production de bougies japonaises traditionnelles.

La mèche d'une bougie est constituée d'une tresse de fils de coton. L'extrémité de la mèche est placée dans une partie extrêmement chaude de la flamme et exposée à l'oxygène ; elle brûle et est réduite en cendres. L'acide borique qui imbibe la tresse sert de fondant en réagissant avec les résidus de chaux présents dans la stéarine. Sans cela, la chaux engorgerait la mèche et diminuerait sa capillarité. Avec les mèches tressées et imbibées, l'éclairage à la bougie devient automatique, permettant plusieurs heures d'éclairage sans aucune manipulation.
La flamme d'une bougie comporte cinq parties distinctes (voir l'article « Flamme (combustion) », section « Anatomie » pour plus de détails). À la base de la flamme juste au-dessus du corps de la bougie, se trouve une zone sombre qui correspond à l'échappement des gaz combustibles. Elle est suivie d'une zone bleue étroite dans laquelle les gaz combustibles entrent en contact avec l'oxygène de l'air et où se produit la combustion, la température de cette zone est d'environ 1 200 °C. Cette combustion est incomplète et laisse dans la troisième zone un résidu de particules de carbone qui sont chauffées à 1 500 °C par la combustion. C'est cette partie de la flamme qui est la partie éclairante d'une bougie. À mesure que les gaz et les particules s'élèvent vers le haut dans la flamme, leur température baisse et la couleur vire à l'orange et au rouge. Par principe une bougie produit des suies,,.
Une bougie s'éteint lorsque l'on souffle sur sa flamme car on rompt le triangle du feu, ce qui stoppe sa combustion. Dans une chambre de combustion, on retrouve également ce terme de « flamme soufflée » lorsque le mélange carburant–air est trop pauvre. L'odeur de bougie que l'on perçoit à l'extinction d'une bougie est celle des gaz combustibles qui continuent de s'échapper de la mèche tant qu'elle reste suffisamment chaude pour fondre la stéarine. C'est également l'émanation de ce gaz qui permet de rallumer la bougie encore chaude à distance.
La cire à bougie devient gazeuse vers les 900 °C.

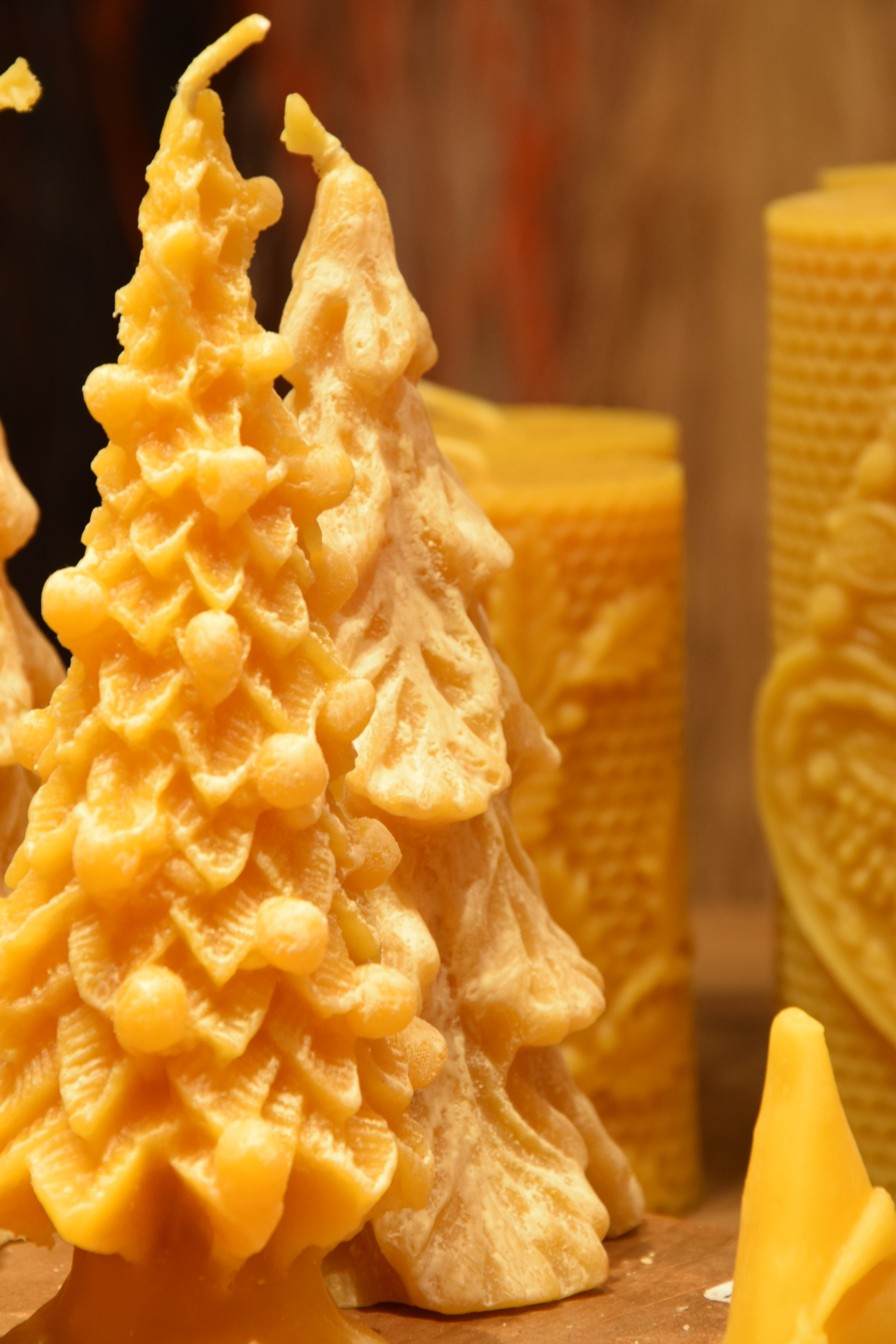
Bougies en cire d'abeille.

## Aspects énergétiques
Pour déterminer l'énergie produite par la combustion d'une bougie, la stéarine ou tristéarine peut être considérée comme étant le combustible principal. Ce composé chimique, de formule {\displaystyle C_{57}H_{110}O_{6}}, a une masse molaire {\displaystyle M(C_{57}H_{110}O_{6})=891g.mol^{-1}}. La stéarine s'oxyde au contact de l'air suivant la réaction :
{\displaystyle {C_{57}H_{110}O_{6}}_{(g)}+163/2\ {O_{2}}_{(g)}\longrightarrow 57\ {CO_{2}}_{(g)}+55\ {H_{2}O}_{(g)}}
La formule topologique de la stéarine permet de déterminer les liaisons qui se dissocient au cours de la réaction :
- 53 dissociations de liaisons {\displaystyle C-C}
- 6 dissociations de liaisons {\displaystyle C-O}
- 3 dissociations de liaisons {\displaystyle C=O}
- 110 dissociations de liaisons {\displaystyle C-H}

Il faut ensuite compter la condensation des 57 atomes de carbone, dont l'enthalpie a une valeur de {\displaystyle \Delta _{r}H_{cond}^{o}=717\ kJ.mol^{-1}}
Ensuite se forment les produits de la réaction :
- 57 formations de molécules de {\displaystyle CO_{2}}
- 55 formations de molécules de {\displaystyle H_{2}O}

La loi de Hess permet de déterminer l'enthalpie standard de la réaction totale. Ainsi la combustion de la stéarine libère une énergie de 40,2 kJ/g.
Par exemple, une « bougie chauffe-plat », constituée en moyenne de 10 g de combustible, représente une énergie potentielle chimique de 402 kJ que la combustion libère sous forme de chaleur et de rayonnement.

## Vitesse de combustion
Elle se mesure par le rapport entre la masse brûlée et le temps de combustion, en g.h-1. Elle varie beaucoup selon le type de bougies (de 3,6 à 7,7 g.h-1 selon les marques et types de bougies) testées par le CSTB,.
aaaaa étude Exposition aux polluants émis par les bougies et les encens dans les environnements intérieurs

## États de la flamme
La qualité de l'émission lumineuse, et la quantité de nano- et micropolluants de l'air sont fonction de l'état de la Flamme. Selon Zai et al. (2006), plusieurs états de la flamme sont à distinguer durant la combustion d’une bougie, en fonction de la vitesse de l'air (un courant d'air fait vaciller la flamme ou éteint la bougie), de l’apport en oxygène au voisinage immédiat de cette flamme. L'état recherché est stable, sans fumée ni particules visibles. Un état « encrassant » apparait quand la flamme vacille, et une
fumée grise à noire (état « fumant ») apparait avec une forte odeur quand on éteint la bougie,..

## Risques et dangers pour la santé

### Risques de brûlures et incendies
Selon la Association nationale de protection contre les incendies (NFPA), les bougies sont une source importante d'incendies résidentiels aux États-Unis (au début des années 2000, près de 10 % des blessures civiles et 6 % des décès par incendie ont une ou des bougie(s) comme source.
La cire liquide est chaude. Elle peut causer des brûlures à la peau, mais la quantité et la température sont généralement assez limitées et les brûlures rarement graves. L'utilisation d'un éteignoir à bougie plutôt que de souffler sur la flamme limite ce risque ; l'éteignoir est généralement un petit cône inversé de métal soudé à l'extrémité d'un long manche. Placer l'éteignoir renversé sur la partie haute de la bougie supprime la flamme en la privant d'oxygène. Les éteignoirs étaient courants quand les bougies étaient la principale source d'éclairage, avant l'arrivée du gaz et de l'électricité. On trouve aussi des éteignoirs ornés, souvent combinés à un allume-mèche, dans les églises qui utilisent régulièrement de gros cierges.
Les contenants en verre destinés à recevoir des bougies devraient toujours être prévus pour résister au choc thermique provenant de la flamme de la bougie, il est recommandé d'éteindre une telle bougie avant que la flamme soit proche du fond.

### Risques pour la santé
Selon un sondage TNS Sofres, « 68% des utilisateurs français de bougies parfumées et 58 % des utilisateurs d'encens pensent que cette pratique peut avoir un impact positif ou n'a pas d'effet sur la qualité de l'air intérieur. Respectivement 23% et 27 % d'entre eux utilisent même ces produits dans l'objectif de l'améliorer », à tort comme l'ont largement démontré toutes les études sur la qualité de l'air qui ont porté sur ce sujet,.
Autrefois, les bougies industrielle étaient l'une des causes du saturnisme, car un fil dit "âme" de plomb était noyé dans leur mèche pour obtenir une grande flamme en maintenant bien droite la mèche, et pour éviter qu'elle ne s'affaisse et se noie dans le bain de cire qui se forme sous la flamme. Les personnes en train de cuisiner, coudre, lire, etc. approchaient souvent la bougie de leur ouvrage, ce qui les exposait à une inhalation de vapeur de plomb (toxique à très faible dose). Les mèches à âme de plomb ont été progressivement interdites à partir des années 1970, remplacées par des mèches à âme en alliage de  zinc, bien moins toxiques. Des mèches en papier et coton spécialement traités sont aussi aujourd'hui disponibles.
Aujourd'hui, comme les encens et le papier d'Arménie, les bougies supposément désodorisantes sont de "faux amis" de la qualité de l'air intérieur, rappelle l'ADEME qui se base sur des études françaises sur l’impact des bougies sur la qualité de l’air intérieur par Géhin et al. (2008= ; Maupetit et Squinazi (2009), Ji et al. (2010), Manoukian et al. (2013). et sur une étude ad hoc plus récente (2017), commandée par l'ADEME au CSTB, au Laboratoire de Chimie de l'Environnement (Université Aix-Marseille) et à l'INERIS. En effet, de manière générale, la combustion de bougies et en particulier de bougies parfumées, même non peintes et non teintes dans la masse - notamment au moment de l'extinction (mais pas uniquement) - libère au moins des particules fines (PM2,5) et ultrafines dans l'air comme l'ont montré Géhin et al. en 2008 puis Ji et al., en 2010. Ces particules ont presque toujours un diamètre inférieur à 1 μm (Chang et al., 2007 ; Pagels et al., 2009 ; Glytsos et al., 2010 ; Ji et al., 2010), et les études faites au CSTB (Gehin et al, 2008) ont montré sur des bougies (avec et sans parfums) un diamètre moyen situé aux alentours de 10 nm pour les bougies, permettant à ces particules de pénétrer directement et très profondément dans les poumons, et de pouvoir passer dans le sang.
À noter aussi que toute flamme de bougie  dépassant son « point de fumée laminaire » émet de la suie cancérigène (Un rognage de la mèche réduit la quantité de suie émise par la plupart des bougies). 
Mais surtout, les bougies désodorisantes ou parfumées libèrent des molécules et composés organiques volatils (COV) dangereux pour la santé, et à des doses dépassant les seuils sanitaires dont principalement, alors que les bougies "normales" en émettent bien moins (concentrations en COV/COSV proches du seuil de quantification). De plus, par rapport aux diffuseurs d'encens, les bougies émettent bien moins de polluant que l'encens, sauf pour les NOx (55,7 μg.m-3 en moyenne pour les bougies testées, contre "seulement" 11,4 μg.m-3 pour les encens testés dans les mêmes conditions ; et c'est une pollution rémanente dans l'air intérieur (on trouve encore 20,6μg.m-3 en moyenne dans l'air dans les une à deux heures après extinction de la bougie, contre 5,2 μg.m-3 dans le cas de l'encens dans les mêmes conditions) :
- toluène
- formaldéhydes (cancérigène avéré)
- acétaldéhydes
- benzène (cancérigène avéré)
- Hydrocarbures aliphatiques  (HAP=olycycliques)  (Gelosa et al., 2007 ; Orecchio, 2011 ; Derudi et al., 2012), toxiques et pour certains potentiellement cancérigènes (IARC, 2010 ; Delgado-Saborit et al., 2011)
- dérivés nitrés et oxygénés de HAP : NHAP et OHAP, qui semblent plus toxiques que leurs molécules-mères (HAP parents) selon Benbrahim-Tallaa et al., 2012 ; IARC, 2012.
- acroléine, naphtalène, d-limonène, formaldéhyde, a-pinène notamment (pour les bougies parfumées ou dites désodorisantes)
- Oxydes d'azote (NOx)

Ces polluants, seuls ou en cocktails peuvent causer ou aggraver (Rohr et al., 2002 ; IARC, 2004 ; Nazaroff et Weschler, 2004 ; Wolkoff et al., 2008). :
- des maladies respiratoires (asthme notamment),
- des affections des yeux, de la peau
- des troubles cardiovasculaires
- le risque de cancer (en cas d'exposition chronique).

En outre, il a été observé une augmentation des taux de formaldéhyde dans l'air après que la bougie ait été éteinte, ce qui suggère la formation de sous-produits toxiques dans l'air, via des phénomènes de réactivité dans l'air intérieur, susceptibles de se produire bien après utilisation des bougies parfumées. C'est pourquoi le projet de norme CEN étudié pour les bougies en intérieur propose d’attendre un certain état d’équilibre chimique de l'atmosphère intérieure (après 3 heures de combustion des bougies), avant de réaliser les prélèvements et analyses des polluants
Pour les raisons mentionnées ci-dessus, il est maintenant recommandé de privilégier un usage modéré et responsable des bougies en intérieur, de limiter le temps d'exposition à ces bougies, d'éviter les bougies parfumées, et l'inhalation directe de fumée. Il est aussi recommandé d'aérer la pièce (pendant si possible) et après l'utilisation, pendant au moins 10 min, et en ouvrant la pièce sur l'extérieur. Dans tous les cas, il faut éviter d'y exposer longuement les enfants, femmes enceintes, personnes asthmatiques, personnes âgées, allergiques ou ayant une maladie respiratoire, etc.
Les bougies émettent des composés organiques volatils (COV) dans l'environnement, ce qui libère du carbone dans l'air. Le processus de combustion d'une bougie comprend la libération de lumière, de chaleur, de dioxyde de carbone et de vapeur d'eau, pour alimenter la flamme. L'utilisation de bougies peut être dangereuse si les parfums sont inhalés à fortes doses

## Usage aujourd'hui

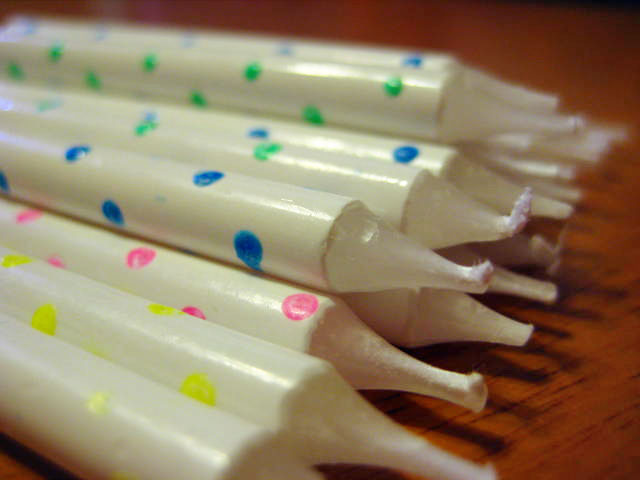
Bougies pour un gâteau d'anniversaire

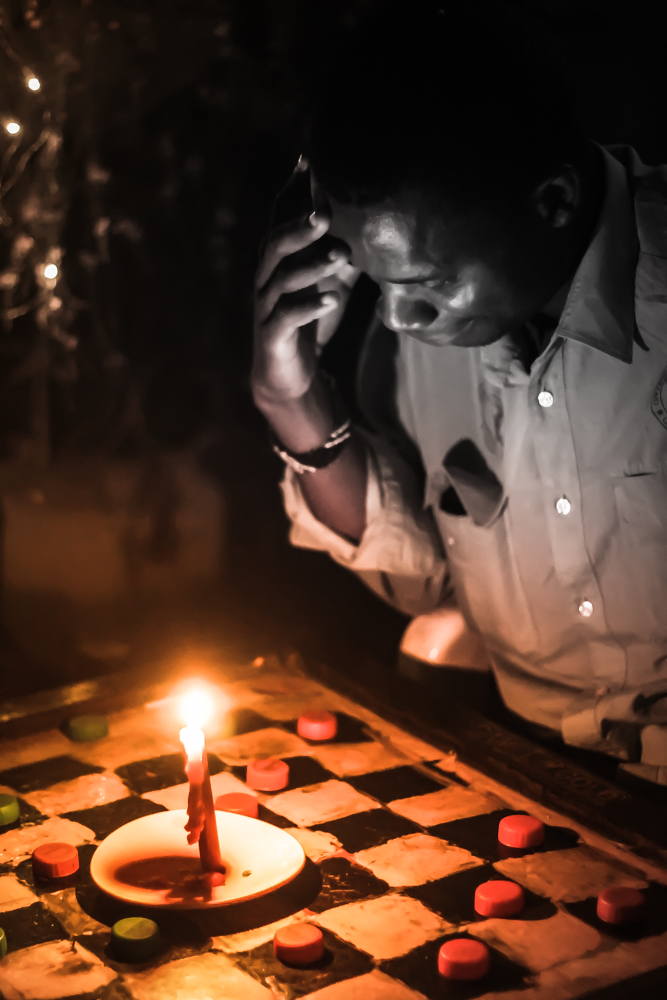
En l'absence d'électricité, jeu de dames à la lueur de la bougie en Tanzanie (2014).

La bougie constitue toujours une source de lumière de dépannage, mais ses utilisations ordinaires ne sont plus de l'ordre de l'utilitaire.
Pendant longtemps, les bougies ont servi à mesurer le temps. Elles auraient été inventées par Alfred le Grand au IXe siècle afin de fixer les heures de ses prières nocturnes. Ces bougies étaient graduées ; en brûlant, la cire restante indiquait le temps écoulé.
Elle symbolise ainsi les années écoulées sur les gâteaux d'anniversaire. Cet usage incorpore des anciennes croyances liées au feu et à la lumière. Dans la Rome antique, il semble que l'anniversaire du pater familias était célébré de cette manière. Le fait de souffler des bougies le jour de son anniversaire proviendrait d'une tradition qui, à l'origine, permettait aux personnes les plus âgées de montrer que malgré les années elles étaient encore aptes à cet exercice (et donc en suffisamment bonne santé). Aujourd'hui, les bougies d'anniversaire empruntent diverses formes, répondent à des goûts divers ; on les souffle parfois dans l'espoir de voir se réaliser un souhait.
Le Carnaval de Rome se clôturait jadis par une grandiose bataille de bougies via del Corso. Le jeu consistait à porter une bougie allumée, appelée en italien moccolo, et éteindre celles des autres. Il y avait des milliers de participants à cette joyeuse festivité de nuit où l'on s'apostrophait avec vigueur.
Elle sert de décoration des sapins de Noël (dangereusement, en raison du risque élevé d'incendie, d'où son remplacement par des bougies électriques imitant les vraies), animant parfois des « carillons d'anges ».
Elle crée aussi l'intimité lors d'un dîner aux chandelles, au restaurant ou chez soi ; et se multiplie sur les lustres et les chandeliers dans des reconstitutions historiques parfois approximatives (la bougie ne produisant pas assez de lumière pour la caméra, les cinéastes ajoutent un éclairage artificiel, donnant une idée fausse de leur luminosité réelle) ou des réceptions.

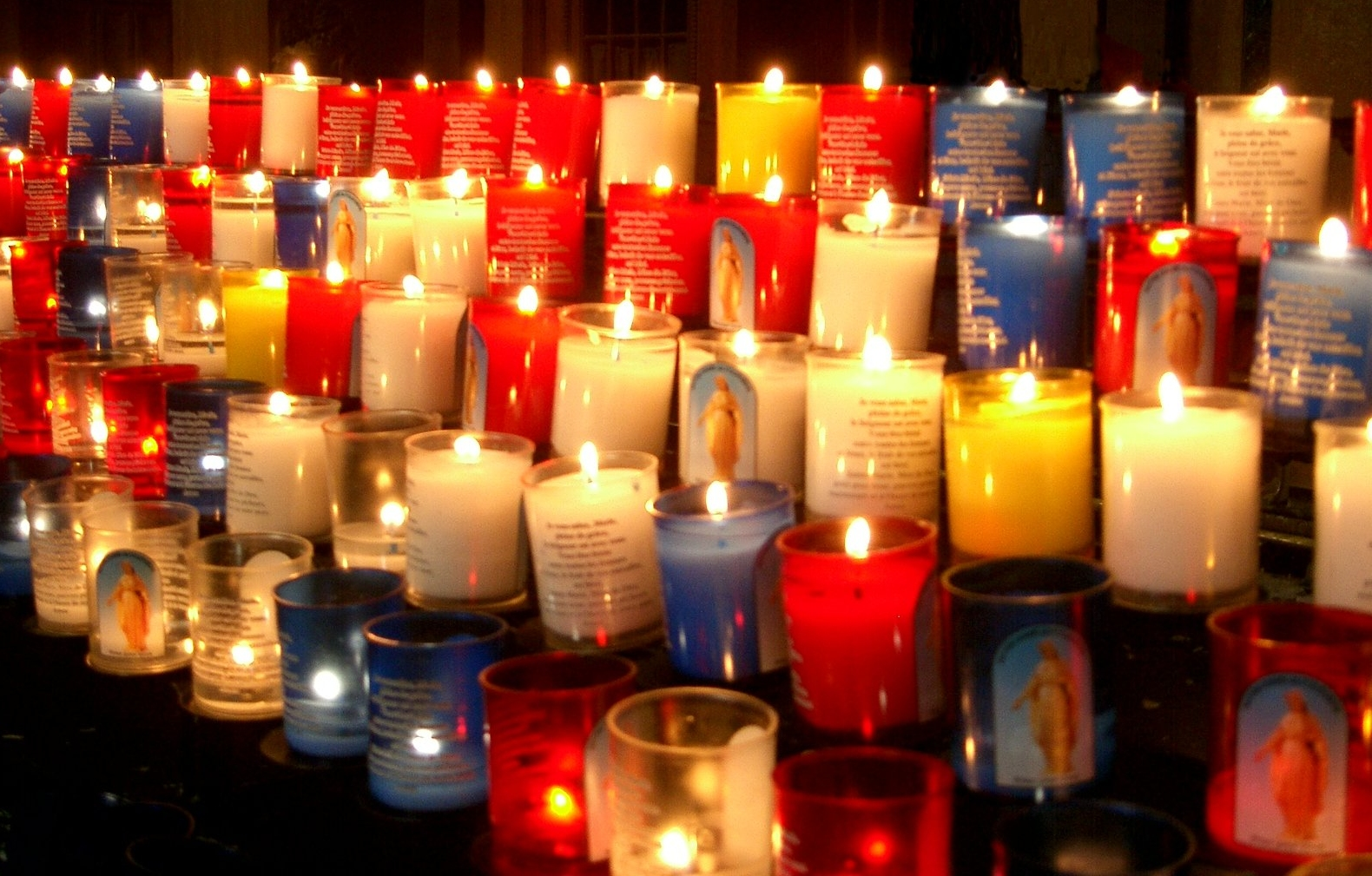
Vecteur de piété mariale

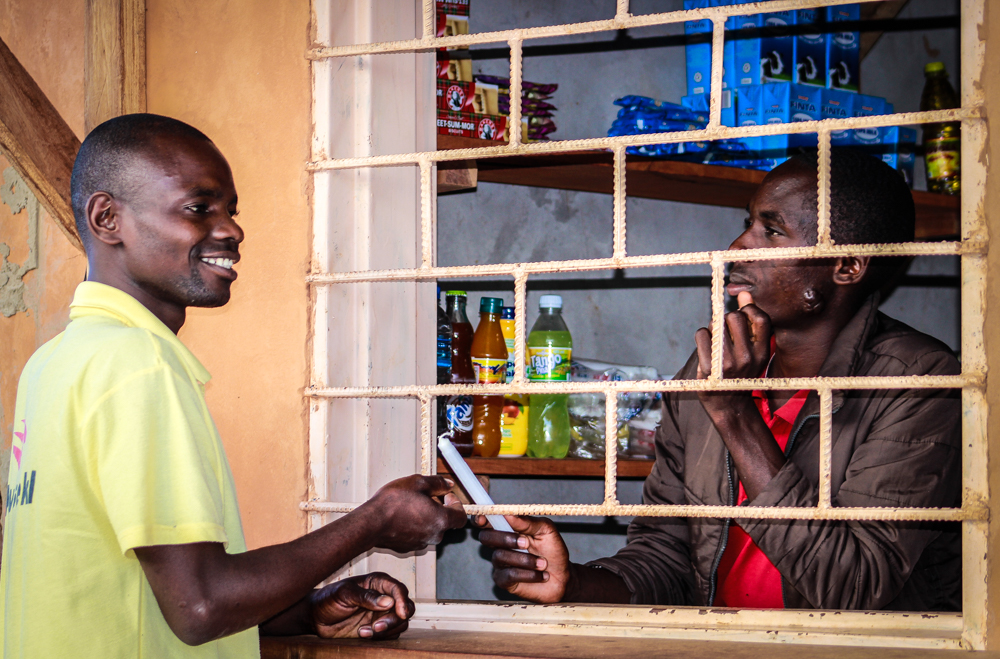
Achat de bougie à l'unité en Zambie

L'emploi des bougies est toujours de mise dans les rituels religieux (on parle alors de cierge, comme le cierge pascal chrétien) et participe à l'éclairage des cérémonies. La piété catholique utilise également toujours des bougies allumées en accompagnement d'une prière, tout particulièrement quand elle est adressée à la Vierge Marie ou à des saints : le geste de faire brûler un cierge en remerciement perdure très largement.
La bougie est aussi utilisée dans d'autres religions ou apparentés, telle la Wicca.
La bougie peut être utilisée pour parfumer un lieu, elle devient alors une bougie parfumée. Beaucoup de bougies parfumées existent aujourd'hui.
Autres usages : bougie auriculaire ou bougie d'oreille.
Au Maghreb, en dehors des utilisations pour diverses fêtes (empruntées à l'Europe), l'utilisation principale concerne l'offrande aux marabouts. Mais elles ne sont pas allumées et constituent une aide pour l'entretien des lieux (la zaouia), elles sont revendues aux futurs visiteurs. On emploie aussi des bougies de cire d'abeille qui sont décorées et présentées lors des grandes fêtes (mariage, retour du hajj...), elles ne sont jamais allumées et restent comme décor dans la maison.
De nos jours les bougies participent aussi à des massages. Pour pratiquer des massages à l'aide de ces bougies on utilise en général des cires naturelles comme la cire d'abeille, associées à de la stéarine ou des huiles végétales pour abaisser le point de fusion des bougies et éviter les brûlures. La baisse du point de fusion permet notamment l'ajout d'huiles essentielles dans ces bougies sans risques de voir les bougies prendre feu à l'allumage.
On trouve maintenant des modules en plastique pouvant servir à créer des bougies soi-même. Pour ce type de bougies, il suffit de mettre de l'eau dans un récipient puis d'y ajouter de l'huile végétale qui sert de combustible pour la bougie.